# Шкор, Иван Григорьевич
Иван Григорьевич Шкор (24 августа 1927, Плоское, Нежинский округ — 18 сентября 2006, Кулатово, Тверская область) — бригадир проходчиков горных выработок шахты. Герой Социалистического Труда (1966). Участник Великой Отечественной войны.

## Биография
Иван Шкор родился 24 августа 1927 года в селе Плоское (ныне находится в составе Носовского района Черниговской области, Украина). Начал работать с 1941 года, трудился в колхозе «Червона іскра». В 1944 году начал службу в Красной армии, принимал участие в Великой Отечественной войне. Демобилизовался в 1953 году.
После демобилизации перебрался в Сахалинскую область, где трудился горнорабочим шахты, а затем занял должность бригадира проходчиков горных выработок шахты № 16/17 треста «Углегорскуголь». Участвовал в соревнованиях за высокую эффективность проходки горных выработок. 29 июня 1966 года «за выдающиеся заслуги в выполнении заданий семилетнего плана по развитию угольной и сланцевой промышленности и достижение высоких технико-экономических показателей в работе» Иван Григориевич Шкору был удостоен звания Героя Социалистического Труда. Трижды избирался депутатом в Сахалинский областной Совет депутатов — в 1967, 1969 и 1971 годах.
В 1973 году переехал в Калининскую область, где жил в деревне Кулатово (Осташковский район).

## Награды
Иван Григорьевич был удостоен следующих наград:
- Золотая медаль «Серп и Молот» (29 июня 1966);
- Орден Ленина (29 июня 1966)
- Орден Отечественной войны 2-й степени (11 марта 1985).
- ряд медалей.